# London City Soccer Club
London City je kanadski nogometni klub iz grada Londona u pokrajini Ontario.
Igra u CSL-u, u "Nacionalnoj diviziji" ("National Division").
Svoje utakmice igra na stadionu "Cove Road".
Utemeljitelj i klupska legenda je Markus "Max" Gauss.

## Vanjske poveznice
- Službene stranice  Arhivirana inačica izvorne stranice od 31. listopada 2007. (Wayback Machine)